# هوي هوي ليفا

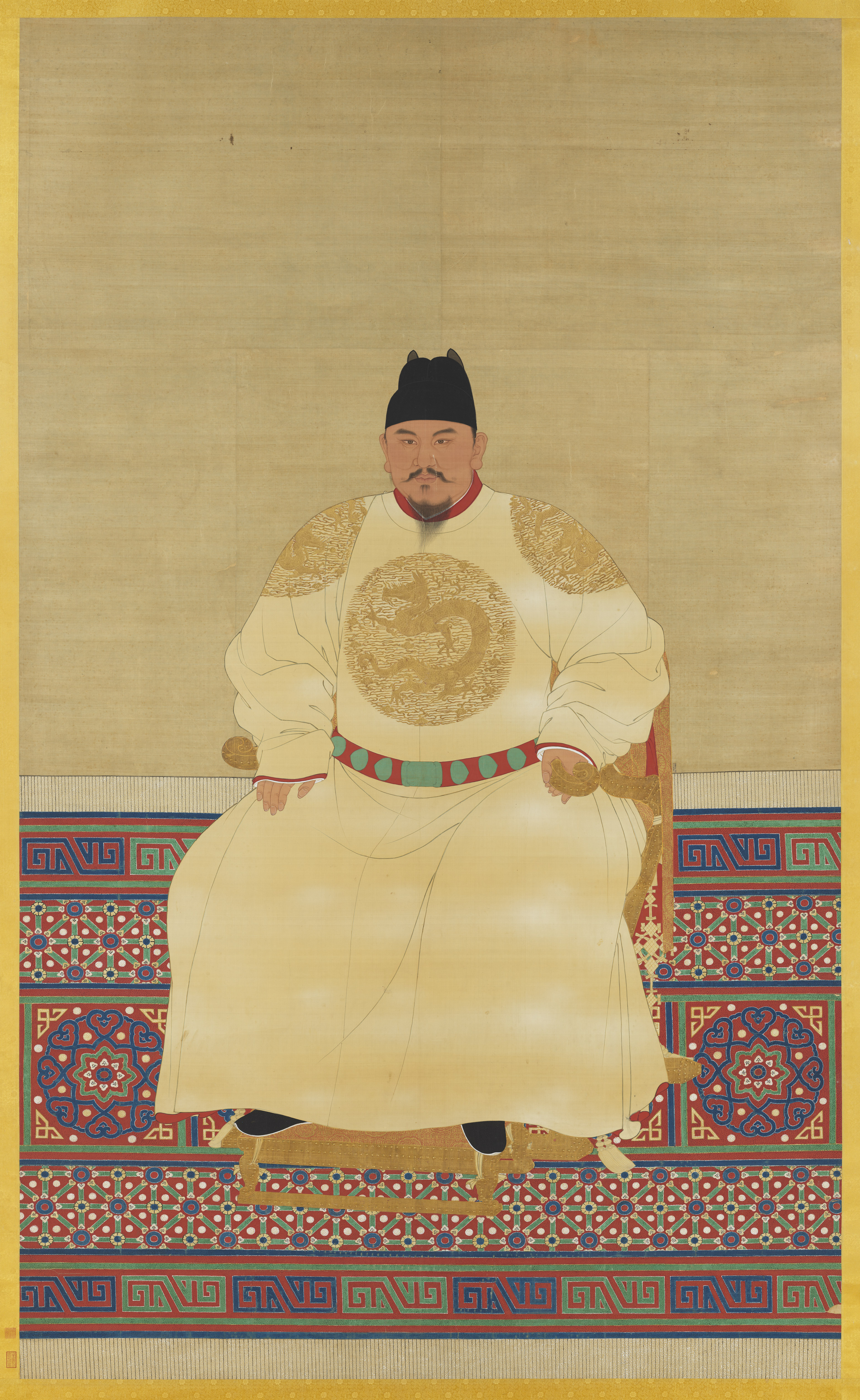
صورة للإمبراطور هونغوو (حكم خلال 1368-1398)

كانت هوي هوي ليفا (الصينية التقليدية: 回回歷法؛ الصينية المبسطة: 回回历法؛ بينيين: Huíhuí Lìfǎ) مجموعة من الجداول الفلكية نُشرت في جميع أنحاء الصين منذ عهد أسرة مينج في أواخر القرن الرابع عشر وحتى أوائل القرن الثامن عشر. استندت الجداول إلى الترجمة الصينية للزيج (الجداول الفلكية الإسلامية)، العنوان هوي هوي ليفا يعني حرفياً «نظام التقويم الإسلامي لعلم الفلك».

## التاريخ
في حوالي عام 1384 ، خلال عهد أسرة مينج، أمر الإمبراطور هونغوو بالترجمة الصينية وتجميع الجداول الفلكية الإسلامية، وهي المهمة التي نفذها العلماء ماشايهي، عالم الفلك المسلم، و وو بوزونغ، الباحث الصيني المسؤول.
أصبحت هذه الجداول تُعرف باسم هوي هوي ليفا ( النظام الإسلامي لعلم الفلك التقويمي)، ونُشرت في الصين عدة مرات حتى أوائل القرن الثامن عشر،  على الرغم من حقيقة أن أسرة تشينغ قد تخلت رسميًا عن التقليد الصيني- علم الفلك الإسلامي عام 1659.

## دراسةالهوي هوي ليفافي كوريا

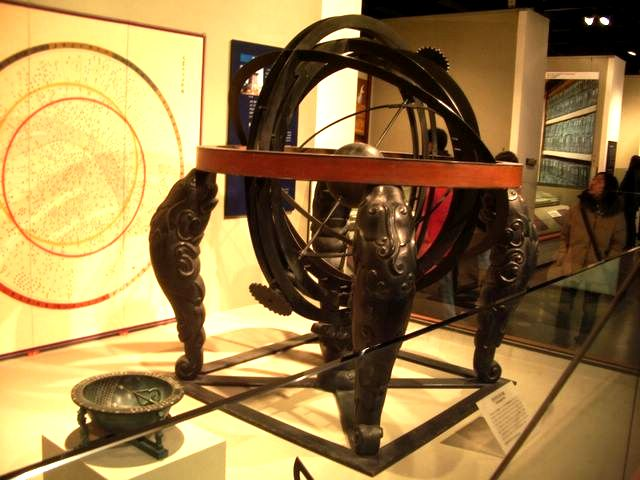
الكرة السماوية الكورية على أساس الهوي هوي ليفا.

في أوائل فترة جوسون، كان التقويم الإسلامي أساسًا لإصلاح التقويم نظرًا لدقته الفائقة على التقاويم الصينية الحالية.  تمت دراسة ترجمة كورية للهوي هوي ليفا في كوريا في عهد مملكة جوسون خلال فترة سيجونج في القرن الخامس عشر.  واستمر تقليد علم الفلك الصيني الإسلامي في كوريا حتى أوائل القرن التاسع عشر.